# Asialeyrodes menoni
Asialeyrodes menoni là một loài côn trùng cánh nửa trong họ Aleyrodidae, phân họ Aleyrodinae.
Asialeyrodes menoni được Meganathan & David miêu tả khoa học đầu tiên năm 1994.